# Одна ніч
«Одна́ ніч» (рос. «Одна ночь») — радянський драматичний фільм 1956 року, знятий дуетом режисерів — Максимом Руфом та Олександром Музілем. У головних ролях — Костянтин Скоробогатов і Ольга Лебзак. Прем'єра в СРСР відбулася 6 травня 1957 року — у кінотеатрах, а 10 травня 1957 — телепрем'єра.
Екранізація вистави ленінградського Театру драми імені Олександра Пушкіна за однойменною п'єсою Бориса Горбатова.

## Сюжет
1942 рік. На околиці невеликого містечка йдуть бої. Жителі, рятуючись від фашистів, тікають із міста. Тільки в будинку старого робітника Богатирьова не поспішають їхати. Молодша дочка — залишається за завданням партизанів. У невістки — хвора дитина. Сам господар будинку не може залишити близьких, та й не вірить в здачу міста. Один квартирант — готовий служити фашистам і чекає їхнього приходу. Інший, користуючись панікою, — грабує магазин. За одну ніч розкриваються характери і справжнє обличчя персонажів...
А фашисти так і не змогли взяти містечко...

## У ролях
- Костянтин Скоробогатов — робітник Богатирьов
- Ольга Лебзак — Софія
- Олександр Борисов — Кривохатський
- Тамара Альошина — Варя
- Ганна Єфімова — Поліна
- Олександр Соколов — Новожилов
- Ганна Лисянська — Люся Новожилова
- Олена Карякіна — Лариса Даниловна
- Руфіна Ніфонтова
- Михайло Єкатерининський — Марк Богданович
- Віктор Сорокін — Вітєнька
- Марія Капніст — епізод

## Знімальна група
- Режисери: Максим Руф та Олександр Музіль
- Оператор: Анатолій Назаров
- Композитор: Борис Клюзнер
- Художник-постановник: Михайло Кроткін
- Звукооператор: Олександр Беккер